# Njärrerivier
Njärrerivier (Zweeds - Fins : Njärrejoki; Samisch: Njearrejohka) is een rivier annex beek, die grotendeels stroomt in de Zweedse  gemeente Kiruna.
De waterweg ontstaat als afwatering van een bergmeer in Noorwegen. Het meer ligt verscholen tussen de Noorse berg Isdalsberg en de Zweedse Moskkogaise op ongeveer 900 meter boven de zeespiegel. Na ongeveer één kilometer bereikt de rivier het Zweedse grondgebied en stroomt om de Moskkogaise en Pältsan heen. Ze bevindt zich dan al op 746 meter boven zeeniveau in het Njärremeer. Aan de oostzijde stroomt ze het meertje uit en mondt uit in de Pältsanrivier.
Ze is ongeveer tien kilometer lang.
Afwatering: Njärrerivier →  Pältsanrivier →  Kummarivier → Könkämärivier →  Muonio → Torne → Botnische Golf